# Jacqueline Noëlle
Jacqueline Noëlle, née Jacqueline Noëlle Larose le 25 décembre 1926 à Paris, où elle est morte le 29 juillet 2020,, est une actrice française.

## Biographie
Unie à Jean-Jacques Vital (1913-1977), elle la mère de Pascale Vital, comédienne renommée pour sa voix dans le domaine du doublage.

## Filmographie

### Cinéma
- 1940 : Après Mein Kampf, mes crimes d'Alexandre Ryder
- 1945 : La Ferme du pendu de Jean Dréville
- 1946 : Le Testament de René Jayet - court métrage -
- 1949 : Le Roi de Marc-Gilbert Sauvajon
- 1950 : Sans tambour ni trompette de Roger Blanc
- 1950 : Les femmes sont folles de Gilles Grangier
- 1950 : L'Homme de joie de Gilles Grangier : Évelyne
- 1950 : Refrains d'amour de Georges Jaffé - court métrage -
- 1951 : Les Petites Cardinal de Gilles Grangier : une danseuse
- 1951 : Dupont Barbès de Henry Lepage
- 1951 : Le Plus Joli Péché du monde de Gilles Grangier : une mariée
- 1951 : Tapage nocturne de Marc-Gilbert Sauvajon : l'entraîneuse
- 1952 : L'Amour, Madame de Gilles Grangier : l'actrice
- 1953 : La Môme vert-de-gris de Bernard Borderie : la serveuse à l'aéroport
- 1953 : Rires de Paris de Henri Lepage
- 1953 : Ma petite folie de Maurice Labro : Denise
- 1954 : Poisson d'avril de Gilles Grangier : Annette Coindet, la cousine
- 1954 : Faites-moi confiance de Gilles Grangier : Gilda
- 1954 : Les Impures de Pierre Chevalier : l'amie d'Alger
- 1954 : Anatole chéri de Claude Heymann : Lolotte
- 1955 : Les Hommes en blanc, de Ralph Habib : la malade
- 1955 : La Rue des bouches peintes de Robert Vernay
- 1955 : Boulevard du crime de René Gaveau
- 1955 : Les pépées font la loi de Raoul André : la fille brune du café
- 1955 : L'Amant de lady Chatterley de Marc Allégret : Bertha Mellors
- 1955 : Le Printemps, l'Automne et l'Amour de Gilles Grangier : Simone, la maîtresse à la gare
- 1955 : La Môme Pigalle d'Alfred Rode : Bigoudi
- 1956 : Mannequins de Paris d'André Hunebelle : Hermine
- 1956 : Pitié pour les vamps de Jean Josipovici : Yvette
- 1957 : Jusqu'au dernier de Pierre Billon : Angèle Lombardi, la petite amie de Fredo
- 1957 : Reproduction interdite de Gilles Grangier : Clara Kelber, la femme de Marc
- 1957 : Le Dos au mur de Édouard Molinaro : l'entraîneuse
- 1957 : Le Grand Bluff de Patrice Dally : la veuve du banquier ruiné
- 1958 : Échec au porteur de Gilles Grangier : Germaine
- 1968 : La Bande à Bonnot de Philippe Fourastié : la patronne
- 1976 : Le Jouet de Francis Veber : une secrétaire
- 1980 : C'est pas moi, c'est lui de Pierre Richard : la cliente au salon de coiffure
- 1981 : La Chèvre de Francis Veber : Lambert, la secrétaire de Bens
- 1982 : L'As des as de Gérard Oury
- 1983 : Les Compères de Francis Veber : la dame pipi
- 1983 : Vive la sociale ! de Gérard Mordillat
- 1983 : Les Planqués du régiment de Michel Caputo
- 1984 : Glamour de François Merlet : la secrétaire de Villeneuve
- 1984 : Liste noire de Alain Bonnot : la caissière
- 1985 : L'amour propre ne le reste jamais très longtemps de Martin Veyron : la dame du vestiaire
- 1985 : À nous les garçons de Michel Lang
- 1986 : Faubourg Saint-Martin de Jean-Claude Guiguet : la cliente aimable
- 1986 : Les Fugitifs de Francis Veber
- 1988 : L'Étudiante de Claude Pinoteau : la surveillante
- 1996 : Le Jaguar de Francis Veber
- 2000 : J'ai faim !!! de Florence Quentin : la dame âgée
- 2001 : Sexy Boys de Stéphane Kazandjian : Mamy
- 2003 : Pôv' fille de Jean-Luc Baraton et Patrick Maurin - court métrage : la dame au chien
- 2007 : Le Créneau de Frédéric Mermoud - court métrage -
- 2008 : L'Autre de Patrick Mario Bernard et Pierre Trividic : la vieille dame
- 2010 : Elle s'appelait Sarah de Gilles Paquet-Brenner : la vieille femme

### Télévision
- 1969 : Au théâtre ce soir : Une femme ravie de Louis Verneuil, mise en scène Robert Manuel, réalisation Pierre Sabbagh, théâtre Marigny
- 1980 : Au théâtre ce soir : Décibel de Julien Vartet, mise en scène Max Fournel, réalisation Pierre Sabbagh, théâtre Marigny
- 1981 : Julien Fontanes, magistrat (série télévisée, épisode La dixième plaie d'Égypte de Patrick Jamain
- 1985 : Châteauvallon, de Serge Friedman, Paul Planchon et Emmanuel Fonlladosa
- 1990 : Tribunal : Épisode 233 : Véto au mariage : Madeleine Perron

## Théâtre
- 1952 : Bobosse d'André Roussin, mise en scène de l'auteur, théâtre des Célestins
- 1953 : Le Diable à quatre de Louis Ducreux, mise en scène Michel de Ré, théâtre Montparnasse
- 1956 : L'Hôtel du libre échange de Georges Feydeau, mise en scène Jean-Pierre Grenier, théâtre Marigny
- 1957 : La Visite de la vieille dame de Friedrich Dürrenmatt, mise en scène Jean-Pierre Grenier, théâtre Marigny
- 1958 : L'Invitation au château de Jean Anouilh, mise en scène André Barsacq, théâtre des Célestins
- 1967 : Frédéric de Robert Lamoureux, mise en scène Pierre Mondy, théâtre Édouard VII
- 1969 : Voyage à trois de Jean de Letraz, mise en scène Robert Manuel,    théâtre Édouard VII